# 希佩里德斯
希佩里德斯（英語：Hypereides），（前390年—前322年），古希腊雅典演说家之一，曾领导雅典参加公元前323年反马其顿统治的最后决战——拉米亚战争。早年以作辩护词为生。公元前346年至公元前324年前后，他是反马其顿政治家狄摩西尼的拥护者之一，但在后者因为侵吞公款而受审时（公元前323年），他亦为10位检察官之一。在拉米亚战争中他领导爱国者参加战争，雅典舰队在色萨利失败后，他被马其顿将领安提帕特俘获处死。他创作的77篇演说辞现仅存《斥菲利庇德斯》（公元前336年至公元前335年冬）、《利科夫龙辩护词》（公元前333年）、《驳阿塞诺格尼》（公元前330年）、《斥狄摩西尼》（公元前323年），及一篇悼辞（公元前322年）等六个残篇传世。

## 扩展阅读
- Herrman, Judson (ed., trans. comm.). Hyperides. Funeral oration. Oxford, Oxford University Press, 2009. xiv, 148 p. (American Philological Association. American classical studies, 53).
- Whitehead, David. . Oxford University Press. 2000. ISBN 0-19-815218-3.
- 本条目包含来自公有领域出版物的文本: Chisholm, Hugh (编).  (第11版). London: Cambridge University Press. 1911.